# Euptychia picea
Euptychia picea é uma espécie de borboleta da família Nymphalidae. É encontrada no Brasil (Amazonas), Peru e Suriname .